# För hela världen vida
För hela världen vida är en missionspsalm av Henrik Florus Ringius från 1907 med titelraden För hednavärlden vida, senare bearbetad till den nya titelraden av Jan Arvid Hellström 1980. Melodin är en tonsättning från Strassburg 1539, eller möjligen 1542 som enligt Koralbok för Nya psalmer, 1921 också används till psalmen Till dig av hjärtans grunde (1819 nr 183) och därmed en melodi hämtad ur La forme des prières et chants ecclésiastiques som publicerades 1542 i Genève.

## Publicerad som
- Nr 546 i Nya psalmer 1921, tillägget till 1819 års psalmbok med titelraden "För hednavärlden vida", under rubriken "Kyrkan och nådemedlen: Missionen"..
- Nr 250 i 1937 års psalmbok, med titelraden "För hednavärlden vida", under rubriken "Mission".
- Nr 416 i Svenska kyrkans egen del av 1986 års psalmbok under rubriken "Vittnesbörd - tjänst - mission".
- Nr 459 i Psalmer och Sånger 1987 under rubriken "Kyrkan och nådemedlen - Vittnesbörd - tjänst - mission".[1]